# Jaskinia Zapylna

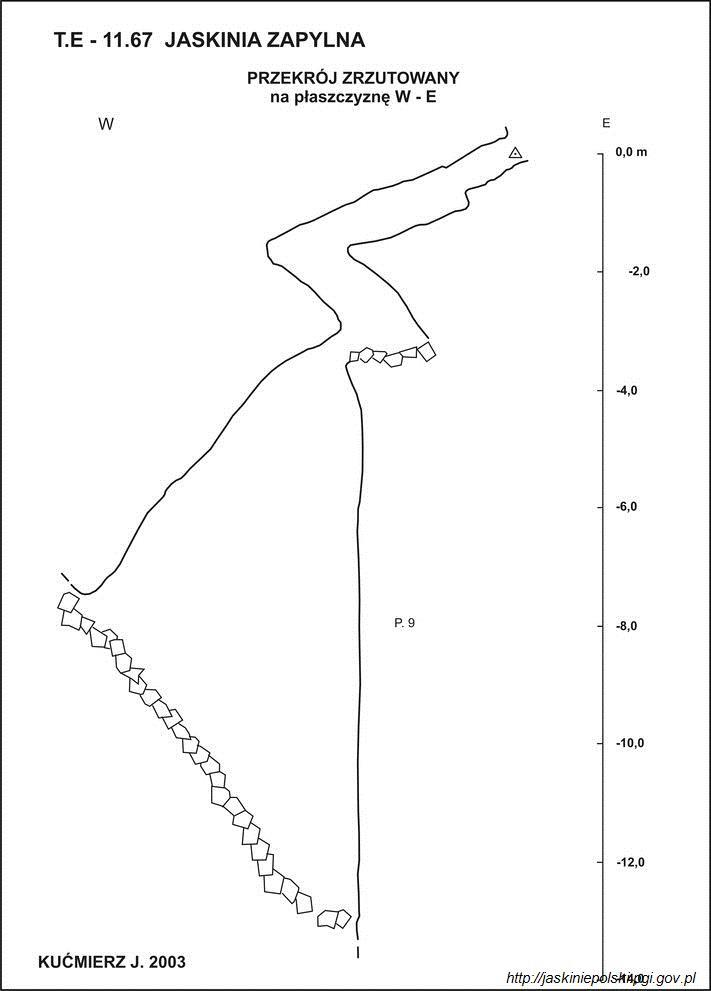
Przekrój jaskini

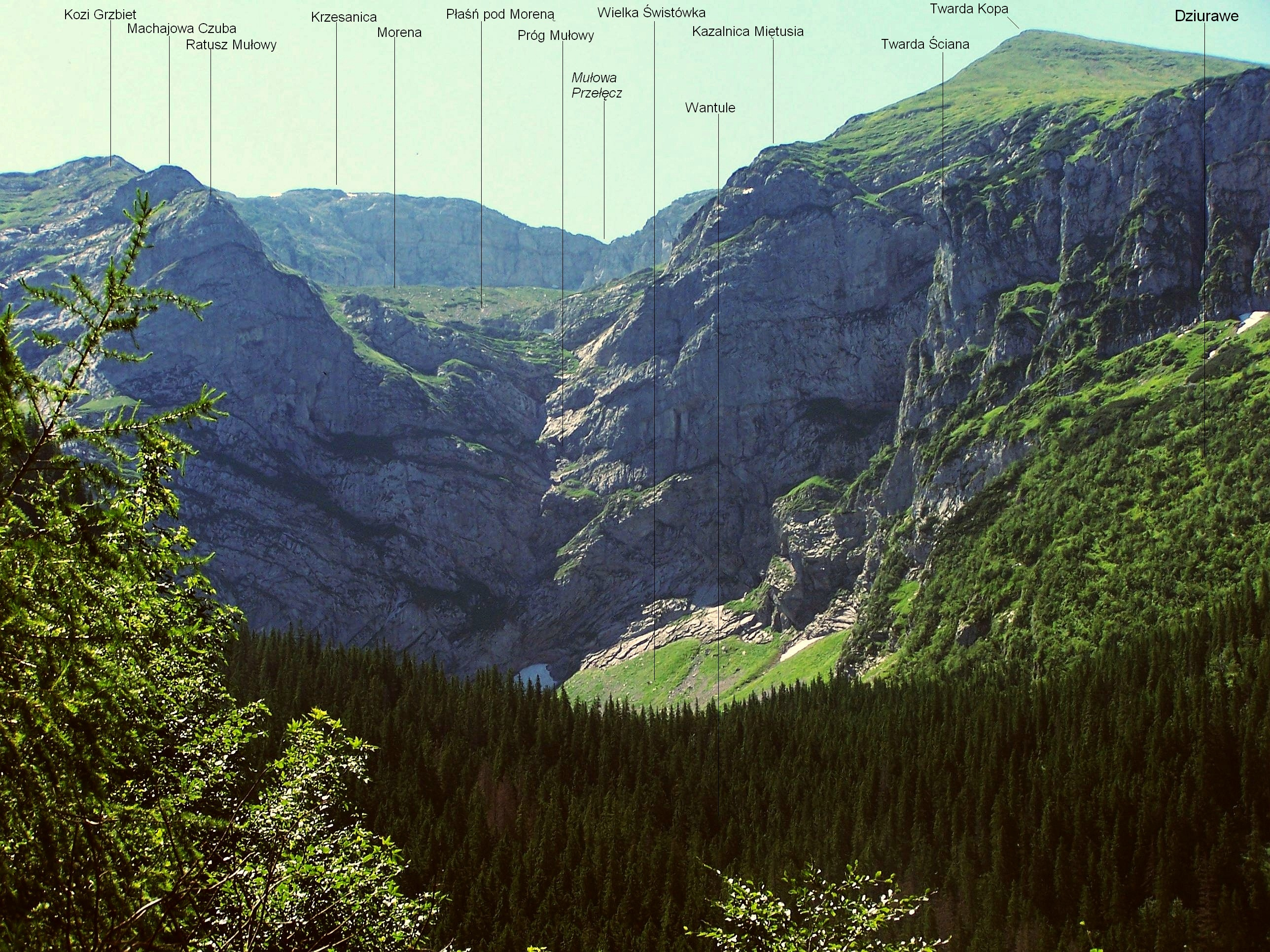
Wielka Świstówka

Jaskinia Zapylna – jaskinia w Dolinie Miętusiej w Tatrach Zachodnich. Wejście do niej znajduje się w Twardej Ścianie opadającej do Wielkiej Świstówki, poniżej Jaskini Niespodzianka i Jaskini pod Płytą, na wysokości 1610 m n.p.m. Długość jaskini wynosi 25 metrów, a jej deniwelacja 12,50 metrów.

## Opis jaskini
Centralną częścią jaskini jest 9-metrowa studnia. Z jej dna odchodzi korytarz kończący się zawaliskiem. Do studni można się dostać przez niewielki otwór wejściowy gdzie zaczyna się kręty, idący w dół korytarzyk. Prowadzi on przez 2-metrowy próg i ciasny przełaz do studni.

## Przyroda
W jaskini brak jest nacieków. Flora i fauna nie była badana.

## Historia odkryć
Otwór jaskini odkryła Ewa Wójcik 15 czerwca 2003 roku. W tym samym dniu J. Kućmierz, A. Stępień i T. Snopkiewicz zbadali jaskinię.